# Termoconvettore
Il termoconvettore  (detto anche termosifone) è un impianto termico che sfrutta il meccanismo della convezione per il suo funzionamento ovvero il riscaldamento di un ambiente chiuso.
Rispetto al calorifero permette un maggiore scambio termico, data sia dalla particolare conformazione semichiusa che favorisce e guida il flusso d'aria, assume il nome di ventilconvettore (o termoventilatore o termoconvettore ventilato) se provvisto della ventola che ne accentua il passaggio

Il termoconvettore permette il riscaldamento dell'ambiente, mentre il ventilconvettore anche il raffreddamento.

## Classificazione
In base alla loro collocazione, esistono due tipi costruttivi di termoconvettori:
- quelli da posizionare a parete
- quelli da posizionare su pavimento.

In riferimento al mezzo usato per riscaldare l'aria, si possono individuare tre tipi:
- termoconvettore ad acqua
- termoconvettore elettrico
- termoconvettore a gas.

### Struttura
Questi elementi hanno un corpo centrale riscaldato (acqua, gas o elettricità) posto in un involucro (generalmente in materiale metallico o plastico) che favorisce il passaggio dell'aria e la vincola tra gli elementi del corpo riscaldato, favorendo lo scambio di calore tra il corpo riscaldato e l'aria (essendo più caldo dell'aria circostante), l'aria una volta scaldata fuoriesce tramite la o le bocchette d'uscita (direzionabili o meno) per convenzione naturale.

Tale involucro ha sulla bocchetta di entrata (posta in basso), che può essere più o meno raccordata, anche dei filtri per impedire che la polvere presente nell'ambiente si innalzi assieme all'aria circolata dal termoconvettore.

### Tipologia
I termoconvettori possono funzionare tramite diversi sistemi:
- Acqua (o a vapore): l'elemento riscaldato è composto da tubi alettati all'interno dei quali si ha il passaggio di un fluido (acqua o vapore)[4] che può essere riscaldato da una caldaia o pompa di calore o altro dispositivo[5]
- Elettrico, vengono adoperate delle resistenze elettriche (al posto dei tubi) per il riscaldamento dell'aria appoggiandosi dunque all'energia elettrica come fonte di energia.[3]
Tali dispositivi hanno generalmente dimensioni più contenute rispetto ai termoconvettori ad acqua e sono più indicati per riscaldare ambienti più ristretti, oltre a richiedere solo un collegamento elettrico.
- Gas, si impiega un bruciatore a metano[3], questo vincola il calorifero ad un collegamento alla rete metano oltre che alla rete elettrica.

## Rispetto al calorifero
Migliora lo scambio termico, permettendo l'uso di unità più piccole, che favoriscono una maggiore versatilità di posizionamento nell'ambiente.